# 皮切鎮區 (愛荷華州切羅基縣)
皮切鎮區（英語：Pitcher Township）是位於美國愛荷華州切羅基縣的一個行政鎮區。

## 地方資料
根據2010年美國人口普查的數據，皮切鎮區的面積為92.70平方千米，當中陸地面積為92.69平方千米，而水域面積為0.01平方千米。當地共有人口1292人，而人口密度為每平方千米13.94人。